# Gustaf Sjöberg (operasångare)
Gustaf Robert Sjöberg, född 18 augusti 1870 i Stockholm, död 15 juni 1948 i Stockholm, var en svensk kemigraf, fotograf, skriftställare, målare, tecknare, sånglärare och operasångare (bas). 

## Biografi
Sjöberg, som var son till övermaskinisten Gustaf Alfred Sjöberg och Dorotea Bäckström, var från 1898 gift med Thyra Augusta Bandel. Han studerade vid Katarina läroverk och vid Tekniska skolan 1884–1888 och efter studierna var det meningen att han skulle arbeta som reproduktionsgrafiker men han hittade inte något ledigt jobb utan fick arbeta som etsare och kemigraf 1887–1895. Han genomförde en studieresa till USA 1895 samt till en rad europeiska länder där han studerade olika reproduktionstekniker. Han var delägare i firman Silfversparre och Sjöberg 1895–1898 och föreståndare för den grafiska avdelningen vid Iduns hovboktryckeri 1898–1904.
Han erhöll sångundervisning hos Zulamith Wellander 1891–1893 och sedan hos Ivar Hallström, Johannes Elmblad, John Forsell samt Gillis Bratt. Han debuterade på Kungliga Teatern som guvernören i Don Juan 1903 och knöts därefter till Operans fasta ensemble 1904–1922. Bland hans roller märks kung Henrik i Lohengrin, lantgreve Hermann i Tannhäuser, Mefistofeles i Faust, Yogin i Izeyl, Marke i Tristan och Isolde, kungen och Ramfis i Aida, René i Jolanta och Sarastro i Trollflöjten.  Vid sidan av sina uppdrag som sångare och reproduktionsgrafiker var han verksam som målare och utförde en rad porträtt och landskapsmotiv i olja eller akvarell. Som fotograf avbildade han på uppdrag de Hallwylska samlingarna i Stockholm. Sin mångsidighet visade han 1932 då han utgav den historiska studien Helge Hundingsbane..Han medverkade 1937 i Skådespelarnas egen utställning på Fahlcrantz konstsalong i Stockholm. Sjöberg är representerad vid Hallwylska samlingen och Uppsala universitetsbibliotek.
Sjöberg är begravd på Norra begravningsplatsen i Stockholm.